# Stenelytrana splendens
Stenelytrana splendens är en skalbaggsart som först beskrevs av Knull 1935.  Stenelytrana splendens ingår i släktet Stenelytrana och familjen långhorningar. Inga underarter finns listade i Catalogue of Life.